# Кентаки
Комонвелт Кентаки (енгл. Commonwealth of Kentucky), држава је која се налази у источним централним Сједињеним Државама. По класификацији Пописног бироа Сједињених Држава, Кентаки је јужна држава, прецизније припада источном јужном централном региону. Кентаки је једна од четири државе која је устројена као комонвелт (остале три су Вирџинија, Пенсилванија, и Масачусетс). Првобитно је био део Вирџиније, а 1792. је постао 15. држава која је ступила у Унију. Кентаки је 37. по укупној површини, 36. по копненој површини и 26. по броју становника.

## Демографија
| 1900.     | 1910.     | 1920.     | 1930.     | 1940.     | 1950.     | 1960.     | 1970.     | 1980.     | 1990.     | 2000.     | 2010.     |
| --------- | --------- | --------- | --------- | --------- | --------- | --------- | --------- | --------- | --------- | --------- | --------- |
| 2.147.174 | 2.289.905 | 2.416.630 | 2.614.589 | 2.845.627 | 2.944.806 | 3.038.156 | 3.218.706 | 3.660.777 | 3.685.296 | 4.041.769 | 4.339.367 |